# Children (Lied)
Children (englisch für „Kinder“) ist ein Instrumental-Lied des italienischen Dreamhouse-Musikers Robert Miles. Mit Nummer-eins-Platzierungen in mehreren Singlecharts ist es das erfolgreichste Lied von Miles. Children begründete zudem den Musikstil Dreamhouse.

## Hintergrund
Children wurde Ende 1994 von Miles innerhalb einer Nacht produziert. Die Original Version wurde zuerst im Januar 1995 auf Joe Vanellis EP Soundtracks veröffentlicht, erreichte aber keine Chartplatzierungen, im Vergleich zur später bekannt gewordenen Dream Version (oft ohne Versionstitel angegeben). Vanelli spielte das Lied bei einem Auftritt in einem Nachtclub in Miami, wo es von Simon Berry, Musiker und Chef des Indielabels Platipus Records, gehört wurde. Dieser kaufte sich die Lizenzrechte an dem Lied für das Vereinigte Königreich und verkaufte diese weiter an Deconstruction Records, Sublabel von BMG Music Publishing, die Miles unter Vertrag nahmen. Laut einem Interview mit Tim Renner, damals Leiter von Motor Music, wurde das Lied für den deutschsprachigen Raum von Jens Thele entdeckt. Dieser spielte Renner eine Demoversion von Children vor, allerdings fälschlicherweise mit einer Abspieldrehzahl von 45 statt 33 Umdrehungen pro Minute. In der dadurch falschen Annahme, „endlich wieder schnellen, harten Techno“ zu hören, wurde Miles unter Vertrag genommen. Erst eine Woche später, nachdem das Masterband zur Verfügung stand, fiel der Fehler auf, Miles blieb dennoch unter Vertrag. Darüber hinaus sei es ein Ziel gewesen, durch die beruhigende Tonlage Verkehrsunfälle zu verhindern.
Die Aufnahme und die Abmischung von Children fanden im italienischen Sound Master Studio statt. Die Produktion soll insgesamt nur 150 £ gekostet haben.

## Musik
Children ist ein Instrumentallied und wird in das Genre Dreamhouse eingeordnet. Der im Viervierteltakt und in f-Moll komponierte Song besitzt ein Tempo von 138 Schlägen pro Minute. Das Lied beinhaltet ein charakteristisches ruhiges Klavierthema sowie eine 4x4 Bassline. Miles schrieb den Song laut eigener Aussage als Reaktion auf eine Initiative italienischer Mütter, die die in den 1990er vermehrt aufkommenden Todesfälle nach Discobesuchen der harten, aufpeitschenden Techno-Musik zuschrieben. Eine weitere Inspiration waren Fotografien von kindlichen Kriegsopfern, die sein Vater nach einem humanitären Einsatz in Jugoslawien mitbrachte.

## Musikvideo
Es existieren zwei Musikvideos zu Children. Das erste Video, das von Matthew Amos gedreht wurde, ist ausschließlich in Schwarz-Weiß gehalten und zeigt ein Mädchen im Auto sitzend an verschiedenen Orten vorbeifahren. Unter anderem erkennt man im Video London (Piccadilly Circus und Trafalgar Square), Paris (Eiffelturm) und Genf sowie Landschaften Frankreichs, Italiens und der Schweiz. Das zweite Musikvideo wurde von Elizabeth Bailey in Farbe gedreht. Es wechselt zwischen Szenen von Miles beim Auflegen in einem Nachtclub und Bildern von Kindern beim Spielen. Zum Einsatz kamen in den Videoclips der Radio Edit (auch bekannt als Eat Me Edit), der eine gekürzte Version der Dream Version ist.

## Rezensionen
Children wurde von den Musikkritikern positiv bewertet. Allmusic beschreibt den Song als „wundervollen verträumten Dance“ und als „magischen Track“.

## Kommerzieller Erfolg

### Chartplatzierungen
Children erreichte weltweit hohe Chartplatzierungen, zugleich war dies der erste Charterfolg für Miles. In die deutschen Singlecharts stieg Children am 19. Februar 1996 auf Platz 43 ein. In der dritten Chartwoche konnten die Top 10 erreicht werden. Am 25. März 1996 erreichte das Lied schließlich Platz eins in Deutschland, auf diesem Platz verblieb das Lied sieben Wochen lang. Insgesamt verbrachte Children 16 Wochen in den Top 10 und 29 Wochen in den gesamten Charts in Deutschland. Auch in den Ö3 Austria Top 40 und in der Schweizer Hitparade gelang dem Lied der Sprung auf Platz eins.
In den britischen Single-Charts stieg das Lied am 20. Januar 1996 auf Platz 77 ein, verbrachte insgesamt zwei Wochen in den Charts und fiel danach wieder aus diesen. Einen Monat später gelang der Wiedereintritt auf Platz drei. Im März 1996 wurde für insgesamt drei Wochen der zweite Platz erreicht. Das Lied verbrachte insgesamt 21 Wochen in diesen Charts, davon zehn Wochen in den Top 10. Auch in den Billboard Hot 100 gelang Miles ein Charterfolg. Er gehört damit zu den wenigen italienischen Künstlern, die sich in den US-amerikanischen Single-Charts platzieren konnten.
Weitere Nummer-eins-Platzierungen gelangen Children in Belgien (Wallonien), Dänemark, Finnland, Frankreich, Italien, Norwegen, Schweden und Spanien.
| ChartsChartplatzierungen       | Höchstplatzierung | Wochen |
| ------------------------------ | ----------------- | ------ |
| Deutschland (GfK)              | 1 (29 Wo.)        | 29     |
| Italien (FIMI)                 | 1 (33 Wo.)        | 33     |
| Österreich (Ö3)                | 1 (21 Wo.)        | 21     |
| Schweiz (IFPI)                 | 1 (33 Wo.)        | 33     |
| Vereinigte Staaten (Billboard) | 21 (20 Wo.)       | 20     |
| Vereinigtes Königreich (OCC)   | 2 (21 Wo.)        | 21     |

| ChartsJahrescharts (1996)      | Platzierung |
| ------------------------------ | ----------- |
| Deutschland (GfK)              | 2           |
| Österreich (Ö3)                | 4           |
| Schweiz (IFPI)                 | 3           |
| Vereinigte Staaten (Billboard) | 65          |
| Vereinigtes Königreich (OCC)   | 5           |

### Auszeichnungen für Musikverkäufe
Children wurde weltweit mit 6× Gold und 9× Platin ausgezeichnet. Damit wurden laut Auszeichnungen über 3,1 Millionen Einheiten der Single verkauft. Laut Quellen verkaufte sich das Lied insgesamt weltweit fünf Millionen Mal.
| Land/Region                  | Auszeichnungen für Musikverkäufe (Land/Region, Auszeichnung, Verkäufe) | Verkäufe  |
| ---------------------------- | ---------------------------------------------------------------------- | --------- |
| Australien (ARIA)            | Gold                                                                   | 35.000    |
| Belgien (BRMA)               | Platin                                                                 | 20.000    |
| Dänemark (IFPI)              | Gold                                                                   | 45.000    |
| Deutschland (BVMI)           | Platin                                                                 | 500.000   |
| Frankreich (SNEP)            | Platin                                                                 | 500.000   |
| Italien (FIMI)               | Gold                                                                   | 35.000    |
| Neuseeland (RMNZ)            | Platin                                                                 | 10.000    |
| Niederlande (NVPI)           | Gold                                                                   | 50.000    |
| Norwegen (IFPI)              | Platin                                                                 | 20.000    |
| Schweden (IFPI)              | Gold                                                                   | 25.000    |
| Schweiz (IFPI)               | Platin                                                                 | 50.000    |
| Spanien (Promusicae)         | Gold                                                                   | 30.000    |
| Vereinigtes Königreich (BPI) | 3× Platin                                                              | 1.800.000 |
| Insgesamt                    | 6× Gold · 9× Platin ·                                                  | 3.120.000 |

## Coverversionen
| Jahr | Titel Interpretation                             | Höchstplatzierung, Gesamtwochen, AuszeichnungChartplatzierungen (Jahr, Titel, Interpretation, Platzierungen, Wochen, Auszeichnungen, Anmerkungen) | Höchstplatzierung, Gesamtwochen, AuszeichnungChartplatzierungen (Jahr, Titel, Interpretation, Platzierungen, Wochen, Auszeichnungen, Anmerkungen) | Höchstplatzierung, Gesamtwochen, AuszeichnungChartplatzierungen (Jahr, Titel, Interpretation, Platzierungen, Wochen, Auszeichnungen, Anmerkungen) | Höchstplatzierung, Gesamtwochen, AuszeichnungChartplatzierungen (Jahr, Titel, Interpretation, Platzierungen, Wochen, Auszeichnungen, Anmerkungen) | Höchstplatzierung, Gesamtwochen, AuszeichnungChartplatzierungen (Jahr, Titel, Interpretation, Platzierungen, Wochen, Auszeichnungen, Anmerkungen) | Anmerkungen                         |
| Jahr | Titel Interpretation                             | DE | AT | CH | UK | US | Anmerkungen                         |
| ---- | ------------------------------------------------ | --- | --- | --- | --- | --- | ----------------------------------- |
| 2001 | Children 4 Clubbers                              | DE39 (4 Wo.)DE | — | CH86 (1 Wo.)CH | UK45 (2 Wo.)UK | — | Erstveröffentlichung: 2001          |
| 2008 | Children Dave Darell                             | DE68 (6 Wo.)DE | AT52 (2 Wo.)AT | — | — | — | Erstveröffentlichung: 3. Juli 2008  |
| 2020 | Bimbi per strada (Children) Fedez & Robert Miles | — | — | CH81 (1 Wo.)CH | — | — | Erstveröffentlichung: 11. Juni 2020 |

Weitere Coverversionen (Auswahl)
- 2006: DJ Tatana
- 2012: Jack Holiday & Mike Candys
- 2014: DJ Shog (Hide & Seek)
- 2017: Alex Christensen & The Berlin Orchestra
- 2019: sleepmakeswaves
- 2020: Tinlicker
- 2023: Patrik Pietschmann